# سوبر ماريو غالاكسي
سوبر ماريو غالاكسي (بالإنجليزية: Super Mario Galaxy؛ باليابانية: スーパーマリオギャラクシー، سّوپّا ماريوه گيياراكوهشي) هي لعبة فيديو من نوع القفز على المنصة ثلاثي الأبعاد من تطوير فريق نينتندو للتحليل الترفيه والتطوير في طوكيو ونشر شركة نينتندو على نظام الوي. أطلقت هذه اللعبة في اليابان في 1 نوفمبر، 2007، وفي الولايات المتحدة في 12 نوفمبر، 2007، وفي كندا في 14 نوفمبر، 2007، وفي أوروبا في 16 نوفمبر، 2007، وفي أستراليا في 27 نوفمبر، 2007، وفي كوريا الجنوبية في 4 سبتمبر، 2008. اللعبة هي اللعبة الثالثة من نوع القفز على المنصة ثلاثي الأبعاد في سلسلة « سوبر ماريو »، من بعد سوبر ماريو 64 وسوبر ماريو سانشاين.
تتبع اللعبة البطل ماريو في السعي لانقاذ الأميرة بيتش من باوزر، الخصم الرئيسي في اللعبة. مستويات اللعبة هي مجرات مليئة بعلائم وكواكب صغيرة، في حين أن اللعب قد جرى استكماله مع تأثرات جاذبية وقوات ناشئة جديدة.
وفي تتمة جديدة لللعبة ب2010، سوبر ماريو غالاكسي 2. أظهر الإعلان فيديو الأول في إي3؛ في يونيو 2009.